# Mariana Mazzucato
Mariana Mazzucato (Roma, 16 de juny de 1968) és una economista italoamericana. És professora d'economia de la innovació i valor públic al University College de Londres i fundadora i directora de l'Institute for Innovation and Public Purpose (IIPP). La seva recerca se centra en les relacions entre els canvis tecnològics, econòmics i socials. És membre del consell assessor en economia del Govern escocès i del Consell Assessor Econòmic de Sud-àfrica. El 2019 va unir-se al Comitè de Polítiques de Desenvolupament de les Nacions Unides.
Mazzucato és autora dels llibres The Entrepreneurial State: Debunking Public vs. Private Sector Myths i The Value of Everything: Making and Taking in the Global Economy. El 2016, Mazzucato va coeditar un llibre, Rethinking Capitalism: Economics and Policy for Sustainable and Inclusive Growth amb Michael Jacobs.

## Obra seleccionada

### Llibres
- Mazzucato, M. (2021), Mission Economy: A Moonshot Guide to Changing Capitalism, Allen Lane ISBN 978-0-241-43531-1
- Mazzucato, M. (2018), The Value of Everything: Making and Taking in the Global Economy, Public Affairs ISBN 978-0-241-34779-9
- Jacobs, M. and Mazzucato, M. (2016), Rethinking Capitalism: Economics and Policy for Sustainable and Inclusive Growth, Wiley-Blackwell ISBN 978-1-119-12095-7
- Mazzucato, M. and Perez, C. (2015), Innovation as Growth Policy, in "The Triple Challenge: Europe in a New Age", J. Fagerberg, S. Laestadius, and B. Martin (eds.), Oxford University Press: Oxford ISBN 9780198747413
- Mazzucato, M. (2013), The Entrepreneurial State: Debunking Public vs. Private Sector Myths, Anthem Press: London, UK, ISBN 9780857282521
- Mazzucato, M. (2011), The Entrepreneurial State, Demos, London, UK. ISBN 978-1-906693-73-2ISBN 978-1-906693-73-2, 149 pages.
- Mazzucato, M. and Dosi, G. (Eds, 2006), Knowledge Accumulation and Industry Evolution: Pharma-Biotech, Cambridge University Press, Cambridge UK, ISBN 0-521-85822-4, 446 pages.
- Mazzucato, M. (Ed, 2002), Strategy for Business, A Reader, Sage Publications, London, 2002, ISBN 0-7619-7413-X, 378 pages.
- Mazzucato, M. (2000), Firm Size, Innovation and Market Structure: The Evolution of Market Concentration and Instability, Edward Elgar, Northampton, MA, ISBN 1-84064-346-3, 138 pages.

## Vida personal
Mazzucato està casada amb Carlo Cresto-Dina, un productor de pel·lícula italià, i tenen quatre fills.